# Adelowalkeria philiponi
Adelowalkeria philiponi är en fjärilsart som beskrevs av Eugène Louis Bouvier 1927. Adelowalkeria philiponi ingår i släktet Adelowalkeria och familjen påfågelsspinnare. Inga underarter finns listade i Catalogue of Life.